# اریک ولچک
اریک ولچک (اسلواکی: Erik Vlček؛ زادهٔ ۲۹ دسامبر ۱۹۸۱) قایقران کانو اهل اسلواکی است.
وی در مسابقات کشوری و بین‌المللی در مجموع برندهٔ ۲۱ مدال طلا، ۱۲ مدال نقره، ۹ مدال برنز شده‌است.